# Староселье (Раздельнянский район)
Староселье (укр. Старосілля; до 2024 года — Старостино) — село, относится к Раздельнянскому району Одесской области Украины.
Население по переписи 2001 года составляло 485 человек. Почтовый индекс — 67420. Телефонный код — 4853. Занимает площадь 0,594 км². Код КОАТУУ — 5123985201.

## История
Село было основано в 1921 году выходцами из молдавского села Слободзея.
В 1945 г. Указом ПВС УССР хутор Слободзея-Украинская переименован в Старостино.

## Местный совет
67420, Одесская обл., Раздельнянский р-н, с. Старостино